# CEDICT
CEDICT計畫由Paul Denisowski由1997年開創，目標是提供一份以漢語拼音為中文輔助的漢英辭典。

## 內容
CEDICT本身提供純文字檔，並由其他程式對其進行搜尋與顯示單詞。該計畫成果為其他漢英計畫作為一份參考來源而使用：Unihan資料庫的中文複合字資訊大部分來自CEDICT，但僅作為參考之用，且特別聲明其並非Unicode主資料庫的一部分。Unihan的單字定義和發音不使用CEDICT。
CEDICT的基本格式如下：
```
Traditional Simplified [pin1 yin1] /American English equivalent 1/equivalent 2/
中國 中国 [Zhong1 guo2] /China/Middle Kingdom/
```

CEDICT主要以UTF-8編碼，亦提供GB2312與Big5的相容版，兩版各省略了繁體字與簡體字。
特色：
- 繁體與簡體中文並蓄
- 提供漢語拼音
- 美式英語釋義

截至2023年1月，CEDICT项目的延续项目CC-CEDICT已收錄121477個單詞。